# Pyrellina versatilis
Pyrellina versatilis är en tvåvingeart som först beskrevs av Villeneuve 1916.  Pyrellina versatilis ingår i släktet Pyrellina och familjen husflugor. Inga underarter finns listade i Catalogue of Life.